# Villageriz
Villageriz is een gemeente in de Spaanse provincie Zamora in de regio Castilië en León met een oppervlakte van 7,18 km². Villageriz telt 49 inwoners (1 januari 2016).

## Demografische ontwikkeling
Bron: INE, 1857-2011: volkstellingen